# بویگا (شهرستان قره‌کولجه)
بویگا (به لاتین: Buyga) یک روستا در قرقیزستان است که در شهرستان قره‌کولجه واقع شده‌است. بویگا ۱٬۵۷۳ نفر جمعیت دارد.